# Syngonanthus paleaceus
Syngonanthus paleaceus är en gräsväxtart som beskrevs av Sylvia Mabel Phillips. Syngonanthus paleaceus ingår i släktet Syngonanthus och familjen Eriocaulaceae.
Artens utbredningsområde är Zambia. Inga underarter finns listade i Catalogue of Life.